# Alexander Dreymon
Alexander Doetsch (Múnich; 7 de febrero de 1983), más conocido como Alexander Dreymon,  es un actor nacido en Alemania conocido por interpretar Uhtred de Bebbanburg en la serie de la BBC2 The Last Kingdom.

## Biografía
Su nombre de nacimiento es Alexander Doetsch. Creció en Francia, Suiza, Alemania y los EE. UU.
Ha estudiado en París y se ha estado preparando tres años en el  Drama Centre London. Habla de modo fluido en inglés, francés y alemán.[cita requerida]

## Carrera
Dreymon ha aparecido en varios escenarios de Londres y París antes de su debut en la gran pantalla en el drama franco-belga Ni reprise, ni échangée y después intervino junto a Matt Smith en el telefilme de la BBC Christopher and His Kind.
Desde entonces ha trabajado en varios cortometrajes en los EE. UU. así como interpretando a Luke Ramsey en la tercera temporada de American Horror Story, Coven. Ha  interpretado a Uhtred de Bebbanburg en la serie de BBC Two The Last Kingdom.
En 2021 protagonizó el filme sueco Horizon Line.

## Vida personal
A finales de 2019, comenzó a salir con Allison Williams. Se conocieron mientras grababan Horizon Line. A finales de 2021, le dieron la bienvenida a su hijo Arlo.